# Gelotologia
La gelotologia (dal greco γελὸς - riso) è la disciplina che studia il fenomeno del ridere, con particolare riguardo alle sue potenzialità terapeutiche e al benessere psicofisico della persona e dei gruppi sociali. Essa comprende anche le attività della cosiddetta clownterapia.
La gelotologia trova le sue radici nella PNEI (psiconeuroendocrinoimmunologia), branca della medicina che ha sostanziato la diretta correlazione tra le emozioni e il sistema immunitario. Esistono infatti importanti correlazioni tra sistema nervoso, sistema endocrino e sistema immunitario. Sostanziali mutamenti provocano cambiamenti anche negli altri, condizionando in maniera rilevante le condizioni di salute di un individuo. La gelotologia si basa sul fatto che, attraverso il fenomeno della risata, viene favorita la produzione di endorfine, sostanze oppioidi immunostimolanti.
La gelotologia studia e applica la risata e le emozioni positive in funzione di prevenzione, riabilitazione e formazione. Essa concorre al processo di cura del paziente non visto più solo e unicamente in funzione della sua malattia, ma in chiave olistica.
L'operatore della gelotologia è il gelotologo (in Italia riconosciuto dalla Commissione DBN della regione Lombardia). Il clown dottore, presente in molti contesti sociosanitari, è una specifica della figura del gelotologo.
La gelotologia, il cui precursore può essere considerato il dott. Norman Cousins (divulgatore scientifico guarito da una spondilite anchilosante, grazie a una cura a base di risate, vitamina C e alimentazione naturale), è applicata in molte parti del mondo in svariati campi: nel settore sanitario, in particolare con i bambini, ma anche con altre tipologie di pazienti. Nel settore socio-sanitario con anziani, disabili, persone detenute, persone con disagio psichiatrico, nelle scuole. Nel campo della formazione, con personale sanitario (medici, infermieri, specialisti della riabilitazione), con personale scolastico (docenti, personale ATA), con manager e quadri d'impresa.
A livello di studio e ricerca, la gelotologia si è concentrata per lo più sulla pediatria e sulla diversabilità.
Esistono diverse metodologie di applicazione della gelotologia: il metodo Comicità è Salute (di Sonia Fioravanti e Leonardo Spina); il metodo dello Yoga della risata (Madan Kataria); lo Yoga demenziale di Jacopo Fo.